# Weißkragen-Altwelt-Fruchtfledermaus

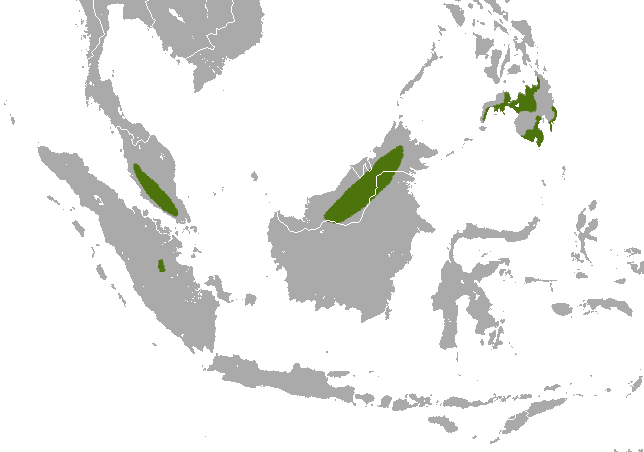
Verbreitungsgebiet der Weißkragen-Altwelt-Fruchtfledermaus, die Population auf Mindanao zählt seit 2019 zur Minanao-Moschusflerdermaus

Die Weißkragen-Altwelt-Fruchtfledermaus (Megaerops albicollis) ist ein in Südostasien verbreitetes Fledertier in der Gruppe der Kurznasenflughunde. Die Population zählten noch bis 2019 als Unterart des Mindanao-Moschusflughundes (Ptenochirus wetmorei). Dieser wurde in eine andere Gattung überführt.

## Merkmale
Namensgebendes Kennzeichen ist ein Kragen aus weißen Haaren, die bei Männchen länger sind. Die Exemplare sind ohne Schwanz 46 bis 52 mm lang, der Schwanz ist bis 4 mm lang oder fehlt, wie bei Populationen in Brunei und das Gewicht liegt bei 16 bis 26 g. Die Länge der Unterarme entspricht der Körperlänge, die Hinterfüße sind etwa 10 mm lang und die Länge der Ohren variiert zwischen 9 und 13 mm. Typisch für das Gesicht sind eine recht kurze Schnauze, kurze rohrförmige Nasenlöcher, große Augen, lange ovale Ohren sowie ein kurzes, dichtes cremefarbenes bis gelbbraunes Fell. Auf dem Rücken kommt recht langes gelbbraunes Fell mit grauer Tönung vor. Das hellgraue Fell der Brust wird zu den Seiten hin bräunlicher und zum Bauch hin kürzer. Bei der Weißkragen-Altwelt-Fruchtfledermaus ist die Schwanzflughaut an den Beinen breit und in der Mitte schmal. Auf ihrer Oberseite sind Haare vorhanden. Die Art hat braune Flughäute, die leicht mit weißen Haaren bedeckt sind. Es sind an den Außenseiten abgerundete Backenzähne vorhanden.

## Verbreitung
Dieser Flughund hat mehrere kleine Populationen auf den philippinischen Inseln, auf Borneo, Sumatra und auf der südlichen Malaiischen Halbinsel. Er lebt in Gebirgen zwischen 800 und 1200 Meter Höhe. Die Exemplare halten sich in verschiedenen Wäldern auf und meiden feuchte moosbewachsene Wälder. Nach Waldrodungen weichen die Tiere auf Plantagen, Gärten und kleine Baumgruppen aus.

## Lebensweise
Ruhephasen und die Nahrungssuche finden vermutlich in Baumkronen statt. Als Nahrung werden Früchte von Guttaperchabäumen und anderen Pflanzen angenommen. Ein im August in Malaysia gefangenes Weibchen war trächtig.

## Gefährdung
Der Verlust von Wäldern durch Rodungen und Brände stellt die größte Bedrohung dar. Die Populationen dieses seltenen Flughundes sind über mehrere Inseln verstreut. Die IUCN listet die Art nach der Aufteilung noch nicht.